# Пирамида Униса
Пирамидальный комплекс Униса расположен в Саккаре, неподалёку от Каира в Египте. Пирамида Униса (изначально именовалась как «Прекрасное место Униса») была построена во времена V династии; на данный момент находится в полуразрушенном состоянии и больше напоминает холм, нежели пирамиду.
Пирамиду Униса изучали такие египтологи как Джон Перринг и Карл Лепсиус, однако первым проник в неё в 1881 году Гастон Масперо. Он был первым кто увидел заупокойные тексты на стенах этой пирамиды. Эти тексты как и тексты других найденных поблизости пирамид, в настоящее время более известны как «Тексты пирамид».
Унис был одним из первых фараонов, в чьей гробнице были подобного рода надписи записанные на стенах внутри пирамиды. До него фараоны полагались на устное повторение магических формул жрецами. В этих текстах были записаны магические заклинания и формулы, которые должны были обеспечить сохранность души фараона в его путешествии через Дуат. Эта концепция была настолько успешной среди последующих фараонов, что уже в период Среднего царства их стали записывать на поверхности саркофагов (Тексты Саркофагов), а в период Нового царства вплоть до династии Птолемеев их уже записывали на более дешёвых папирусах (Книга мёртвых) и эти тексты стали доступны для простых людей.
В погребальной камере пирамиды были найдены останки мумии (череп, кости правой руки и голени), но кому они принадлежали, неизвестно. На северо-востоке, вблизи от пирамиды Униса, расположена мастаба, в которой была похоронена супруга фараона.
Считается, что в заупокойных текстах пирамиды Униса присутствуют черты семитских диалектов, записанных египетскими иероглифами, что является одним из самых древних упоминаний семитских языков.